# Aleksandar Dolgopolov
Aleksandar Aleksandrovič Dolgopolov (ukr. Олександр Олександрович Долгополов) (Kijev, Ukrajina, 7. studenog 1988.) je ukrajinski tenisač. Na ATP Touru natječe se od 2006., a svoj najbolji plasman karijere ostvario je 16. siječnja 2012. (13. mjesto).

## Karijera

### Teniska karijera
Dolgopolov je počeo trenirati tenis u dobi od tri godine a prvi trener bio mu je njegov otac Oleksandr Dolgopolov Stariji. Svoj debi u profesionalnim vodama imao je u rujnu 2006. na Romanian Openu kao kvalifikant. Ondje je u prvom kolu izgubio od Christophea Rochusa. S vremenom je odlučio da otac ima što manji utjecaj na njega te da se sam teniski razvija. Zbog toga je uzeo australskog trenera Jacka Readera. Pravi razlog bilo je neslaganje s ocem s kojim nije razgovarao duže vrijeme te je zbog njega promijenio ime iz Oleksandr Dolgopolov Ml. u Aleksandar Dolgopolov.
Nakon četvrtfinala na Australian Openu, Ukrajinac je 2011. godine kao četvrti nositelj Brasil Opena stigao do svojeg prvog ATP finala. Ondje je bolji bio Nicolás Almagro kojem je to bila druga osvojena titula u Brazilu.
Sljedeći veći uspjeh Dolgopolov ostvaruje u Indian Wellsu iz Masters serije 1000. Ondje je s belgijskim suigračem Xavierom Malisseom osvojio turnir u igri parova. Uspjeh je tim veći jer su im protivnici bili tadašnji olimpijski prvaci u igri parova: Roger Federer i Stanislas Wawrinka. Obojica su se tada dogovorili da će nastaviti igrati zajedno na predstojećim turnirima sa zemljanom podlogom.
31. srpnja 2011. tenisač osvaja svoj prvi ATP turnir u singlu. Riječ je o Umagu gdje je u finalu pobijedio Marina Čilića. Time je postao šesti tenisač koji je te godine osvojio svoj premijerni naslov. Prije je to uspjelo Kevinu Andersonu, Ivanu Dodigu, Milošu Raoniću, Pablu Andújaru i Ryanu Sweetingu. Aleksandru i Marinu to je bio prvi međusobni ogled a Ukrajinac je slavio sa 6-4, 3-6, 6-3.
Iste godine je na US Openu stigao do četvrtog kola turnira gdje ga je pobijedio kasniji prvak Novak Đoković. Dolgopolovu je to najbolji rezultat dosad na ovom Grand Slamu.
Početkom 2012. nastupio je na australskom Brisbaneu gdje je pobjedama protiv Falle, Andrejeva, Štěpáneka i Simona stigao do finala protiv Andyja Murrayja. Finalni meč je trajao svega 66 minuta a Škot ga je nadigrao sa 6-1, 6-3. Razlog lošoj igri ležalo je dijelom i u istegnuću mišića u preponama kojeg je zaradio tijekom polufinala protiv Gillesa Simona.
5. kolovoza 2012. Dolgopolov osvaja Washington, turnir iz Masters serije 500. Do drugog naslova u karijeri, prvog nakon Umaga, Dolgopolov je došao finalnom pobjedom nad Nijemcem Tommyjem Haasom (6-7, 6-4, 6-1). Finalni meč je ometala kiša u dva navrata ali je na kraju slavio Aleksandar nakon dva sata i petnaest minuta igre. Bio je znatno opasniji na protivničkom servisu, čemu svjedoče i četiri realizirane break-lopte (od njih osam), dok je svoj početni udarac izgubio tek jednom.
U singlu je još igrao finala Valencije i Rija dok je u veljači 2017. osvojio Argentina Open. Ondje je nakon više od četiri i pol godine čekanja osvojio naslov iznenadivši Nishikorija. Ukrajinac do finala nije ispustio ni set a titula ga je vratila u Top 50.

### Reprezentativna karijera
Na reprezentativnoj razini, Dolgopolov je sa sunarodnjakinjom Elinom Svitolinom igrao finale Hopnamovog kupa u australskom Perthu. Ondje su bolji od njih bili domaći predstavnici Daria Gavrilova i Nick Kyrgios.
Također, Dolgopolov je kraće vrijeme nastupao i u Davis Cup reprezentaciji. Prestao je zbog sukoba s Ukrajinskim teniskim savezom tražeći značajnije bonuse zbog nastupanja u nacionalnoj vrsti. Međusobna neslaganja došla su do te mjere da je tenisač krajem siječnja 2011. izjavio da bi mogao promijeniti svoje državljanstvo te je potvrdio mogućnost igranja za drugu Davis Cup reprezentaciju. Predsjednik teniskog saveza Vadim Šulman njegovu izjavu je popratio riječima da "Dolgopolov blefira i ucjenjuje svoj teniski savez".

### Privatni život
Aleksandar dolazi iz sportske obitelji. Njegov otac bio je sovjetski tenisač i trener a majka Elena gimnastičarka koja je osvajala zlatne i srebrne medalje na europskim prvenstvima. Upravo mu je otac životna inspiracija te mu je trener.
Neki su njegov stil igre uspoređivali s Rogerom Federerom, međutim Dolgopolov ima neobični stil raznovrsnog ritma i okretaja koji je sličniji Andyju Murrayju. Također, ima i jedinstven način udaranja loptice kao primjerice Fabrice Santoro.
Najdraža podloga mu je zemlja.
Boluje od nasljednog gilbertovog sindroma koji utječe na jetru i krv te često uzrokuje umor. Njegovo stanje se pogoršava kada tenisač mora prelaziti kontinente u dugim putovanjima. To zahtjeva intravenozne tretmane lijekovima te praćenje prehrane kako bi bio u formi.

## ATP finala

### Pojedinačno (3:4)
| Ishod   | Datum               | Turnir                       | Podloga         | Protivnik       | Rezultat           |
| ------- | ------------------- | ---------------------------- | --------------- | --------------- | ------------------ |
| Poraz   | 12. veljače 2011.   | São Paulo, Brazil            | zemlja          | Nicolás Almagro | 3–6, 6–7(3–7)      |
| Pobjeda | 31. srpnja 2011.    | Croatia Open, Umag, Hrvatska | zemlja          | Marin Čilić     | 6–4, 3–6, 6–3      |
| Poraz   | 8. siječnja 2012.   | Brisbane, Australija         | beton           | Andy Murray     | 1–6, 3–6           |
| Pobjeda | 5. kolovoza 2012.   | Washington, SAD              | beton           | Tommy Haas      | 6–7(7–9), 6–4, 6–1 |
| Poraz   | 28. listopada 2012. | Valencia, Španjolska         | beton (dvorana) | David Ferrer    | 1–6, 6–3, 4–6      |
| Poraz   | 23. veljače 2014.   | Rio de Janeiro, Brazil       | zemlja          | Rafael Nadal    | 3–6, 6–7(3–7)      |
| Pobjeda | 19. veljače 2017.   | Buenos Aires, Argentina      | zemlja          | Kei Nishikori   | 7–6(7–4), 6–4      |

### Parovi (1:1)
| Ishod   | Datum              | Turnir               | Podloga | Partner        | ProtivniCI                       | Rezultat              |
| ------- | ------------------ | -------------------- | ------- | -------------- | -------------------------------- | --------------------- |
| Pobjeda | 19. ožujka 2011.   | Indian Wells, SAD    | beton   | Xavier Malisse | Roger Federer Stanislas Wawrinka | 6–4, 6–7(5–7), [10–7] |
| Poraz   | 11. siječnja 2015. | Brisbane, Australija | beton   | Kei Nishikori  | Jamie Murray John Peers          | 3–6, 6–7(4–7)         |

### Hopman Cup (0:1)
| Ishod | Datum                                 | Turnir                        | Podloga         | Suigrač         | Protivnici                   | Skor |
| ----- | ------------------------------------- | ----------------------------- | --------------- | --------------- | ---------------------------- | ---- |
| Poraz | 3. siječnja 2016. - 9. siječnja 2016. | Hopman Cup, Perth, Australija | beton (dvorana) | Elina Svitolina | Daria Gavrilova Nick Kyrgios | 0–2  |

## Vanjske poveznice
- Profil tenisača na ATP World Tour.com